# Dirk Aschmoneit
Dirk Aschmoneit (* 2. März 1962 in Hildesheim) ist ein ehemaliger deutscher Triathlet und Ironman-Sieger (1991). 

## Werdegang
Mit 14 Jahren begann Aschmoneit im Schwimmsport. Nach seiner Grundausbildung bei der Bundeswehr nahm er 1983 in Koblenz an seinem ersten Triathlon teil. Bis 1989 studierte er an der Christian-Albrechts-Universität zu Kiel.

Sein Herz wies 1985 bei einem Test am Sportmedizinischen Institut der Bundeswehr in Warendorf eine Größe von 1512 ml auf – der bis dahin größte dort je gemessene Wert.
Aschmoneit war ab Mitte der 1980er Jahre der erste deutsche Profi-Triathlet und gehörte in den Folgejahren zu den besten des Landes. Gemeinsam mit Jürgen Zäck und Wolfgang Dittrich bildete er Anfang der 1990er Jahre die dominierenden „Big Three“ über die Ironmandistanz in Deutschland. Seine Spitznamen waren German Rambo oder Dirkinator.
1986 wurde er in Roth Deutscher Meister auf der Triathlon-Mitteldistanz (2,5 km Schwimmen, 100 km Radfahren und 25 km Laufen) und unterbot im gleichen Jahr als erster deutscher Triathlet in Säter die Neun-Stunden-Marke für eine Langdistanz. Im März 1991 gewann er mit dem Ironman New Zealand als erster Deutscher über die klassische Ironman-Distanz (3,862 km Schwimmen; 180,246 km Radfahren und Marathonlauf).
1994 beendete er auf ärztliche Empfehlung seine aktive Triathlon-Karriere, nachdem er sich während seiner Karriere immer wieder über Rückenschmerzen beklagt hatte. Jahre später wurde eine Fraktur der Wirbelsäule diagnostiziert, die er sich als Kind bei einem Sturz vom Baum zugezogen hatte. 2003 unterzog er sich zwei Operationen.
2008 beteiligte er sich in der Altersklasse M45–49 am Ironman Arizona und konnte sich hier erneut für einen Startplatz bei der Triathlon-Weltmeisterschaft auf Hawaii qualifizieren.
Aschmoneit lebt mit seiner Ehefrau und zwei Kindern  seit 1991 in Cardiff-by-the-Sea in Kalifornien und ist als Marketingdirektor bei der Nestle-Tochter Jenny Craig Inc. tätig. 
Seit März 2023 ist er in zweiter Ehe verheiratet.

## Sportliche Erfolge
| Jahr          | Platz | Wettbewerb                                           | Austragungsort     | Zeit     | Bemerkung                                                                                               |
| ------------- | ----- | ---------------------------------------------------- | ------------------ | -------- | --- |
| 2009          | 55    | Ironman 70.3 California                              | Oceanside          | 04:28:42 | [ 6 ]                                                                                                   |
| 22. Aug. 1992 | 1     | ETU Triathlon European Cup                           | Northeim           | 03:50:23 | |
| 1986          | 1     | DTU Deutsche Meisterschaft Triathlon Mitteldistanz   | Roth               | 04:40:00 | Sieg vor Scott Tinley und damit Deutscher Meister (2,5 km Schwimmen, 100 km Radfahren und 25 km Laufen) |
| 1989          | 2     | DTU Deutsche Meisterschaft Triathlon Kurzdistanz     | Landau an der Isar |          | Deutscher Vize-Meister auf der Kurzdistanz                                                              |
| 1985          | 2     | ETU Middle Distance Triathlon European Championships | Åbenrå             | 04:11:52 | 2,5 km Schwimmen, 80 km Radfahren und 20 km Laufen                                                      |

| Jahr          | Platz | Wettbewerb                                         | Austragungsort | Zeit     | Bemerkung                                                                                        |
| ------------- | ----- | -------------------------------------------------- | -------------- | -------- | ------------------------------------------------------------------------------------------------ |
| 2011          | 542   | Challenge Roth                                     | Roth           | 10:26:50 | 72. Rang in der AK 45–49                                                                         |
| 2008          | 61    | Ironman Arizona                                    | Tempe          | 09:35:24 | 1. Rang in der AK 45–49                                                                          |
| März 1993     | 2     | Ironman New Zealand                                | Auckland       | 08:43:44 | hinter Ken Glah, vor Péter Kropkó                                                                |
| 1991          | 8     | Ironman Europe                                     | Roth           | 08:25:04 |                                                                                                  |
| 17. März 1991 | 1     | Ironman New Zealand                                | Taupō          | 08:30:15 | Aschmoneit gewinnt als erster Deutscher einen Ironman-Wettbewerb mit neuem Streckenrekord.       |
| 1991          | 2     | Ironman Australia                                  | Forster        | 08:31:32 |                                                                                                  |
| 1989          | 13    | Ironman Hawaii                                     | Hawaii         | 08:49:53 |                                                                                                  |
| 1988          | 7     | Ironman Hawaii                                     | Hawaii         | 08:54:15 |                                                                                                  |
| 1988          | 2     | Ironman Europe                                     | Roth           | 08:24:32 |                                                                                                  |
| 15. Aug. 1986 | 1     | Embrunman                                          | Embrun         | 08:25:00 | Distanzen (4 km Schwimmen, 131 km Radfahren und 42,2 km Laufen)                                  |
| 1986          | 3     | ETU Long Distance Triathlon European Championships | Säter          | 08:59:37 | dritter Platz bei der Europameisterschaft; erster Deutscher unter neun Stunden                   |
| 1985          | 5     | Triathlon International de Nice                    | Nizza          |          |                                                                                                  |
| 1984          | 1     | Köln-Triathlon                                     | Köln           |          | Sieg auf der Langdistanz über 2,5 km Schwimmen, 110 km Radfahren und 30 km Laufen EM Langdistanz |

(DNF – Did Not Finish)